# Seymour Sack
Seymour Sack (* 8. September 1929 in New York City; † 29. November 2011 in Berkeley, Kalifornien) war ein US-amerikanischer Physiker und führender US-amerikanischer Kernwaffenentwickler.
Seymour Sack wurde 1954 an der Yale University in Physik promoviert und war ab 1955 am Lawrence Livermore National Laboratory. Er war erst in der Theorie-Abteilung und dann in Sektion B einer der führenden Entwickler von Wasserstoff- und Atombomben. Insbesondere entwickelte er die Plutoniumbomben- und Sprengstoffelemente der ersten Stufe der Wasserstoffbomben (zum Beispiel bei den Wasserstoffbomben in den 1960er Jahren, die klein genug waren, um in die Polaris-, Minuteman- und Poseidon-Gefechtsköpfe zu passen). Einige seiner Erfindungen wurden in alle Kernwaffen übernommen, ob am Lawrence Livermore Labor oder in Los Alamos entwickelt. Er entwickelte auch Computercodes für den Entwurf. In den 1970er und Anfang der 1980er Jahre konzentrierte er sich auf bezüglich Unglücksfällen sichere Kernwaffen für Flugzeuge und Marschflugkörper (Cruise-Missiles). Wichtig war dabei die Feuerbeständigkeit der Plutonium-Hüllen und möglichst unempfindliche Sprengstoffe. Das mündete in den 1980er Jahren in die Entwicklung des Peacekeeper-Gefechtskopfs. 1990 ging er offiziell in den Ruhestand, blieb aber weiter Berater des Labors.
2003 erhielt er den Enrico-Fermi-Preis und 1973 den Ernest-Orlando-Lawrence-Preis. 1997 erhielt er den Fleet Ballistic Missile Achievement Award für die Entwicklung der W62- und W68-Gefechtsköpfe.
Zuletzt wurde er noch 2007 aus dem Ruhestand aktiviert, um die Neuentwicklung des Reliable Replacement Warhead des Lawrence Livermore Lab zu begutachten (neue Atomwaffentests hatten die USA 1992 aufgegeben und die US Navy musste überzeugt werden, dass die Neuentwicklung auch ohne Tests zuverlässig war). Lawrence Livermore gewann den Kontrakt zur Entwicklung neuer Gefechtsköpfe gegen die Konkurrenz aus Los Alamos. Das Design basierte auf Sack's Ideen in den 1980er Jahren.